# Monument Harbour
Monument Harbour ist ein Naturhafen auf der subantarktischen Insel Campbell Island im südlichen Pazifischen Ozean. Die Insel zählt zu den Offshore Islands Neuseelands.

## Geographie
Der Monument Harbour befindet sich an der Südseite von Campbell Island und reicht 1,5 km in die Insel hinein. Der Eingang zum Naturhafen erstreckt sich über eine Breite von rund 1000 m, während die Breite des Gewässers landeinwärts maximal 1,24 km beträgt. Die Küstenlinie misst eine Länge von rund 4,4 km.
Die den Monument Harbour umgebenden Berge erheben sich bis zu einer Höhe von 416 m. Einziger Zufluss zu dem Naturhafen bildet Six Foot Lake, der sich rund 100 m nördlich dem Monument Stream anschließt. Der 940 m lange und bis zu 500 m breite See wird von dem 3,2 km langen Kirk Stream gespeist, der an der Südostflanke des 500 m hohen Mount Durmas entspringt.